# Pietro Carlo Borboni
Pietro Carlo Borboni (Lugano, 1720 – Cesena, 1773) è stato un architetto svizzero, legato all'architettura tardo barocca, attivo principalmente a Cesena dal 1743, anno del suo arrivo in città, e in generale in Emilia-Romagna.
Indicato nelle carte d'archivio come architetto municipale di Cesena, fra le sue opere si ricordano:
- La Cappella della Madonna del Popolo (1746-1748) nel Duomo di Cesena;
- il rifacimento completo fra il 1750 e il 1760 della chiesa di San Zenone Nuovo;[1]
- la costruzione della pescheria di Cesena (1767);
- la chiesa parrocchiale di San Giacomo a Cesenatico (1763-1765).